# Glomus diaphanum
Glomus diaphanum är en svampart som beskrevs av J.B. Morton & C. Walker 1984. Glomus diaphanum ingår i släktet Glomus och familjen Glomeraceae.   Inga underarter finns listade i Catalogue of Life.